# DMC・デロリアン
デロリアン（DeLorean）は、アメリカ合衆国のデロリアン・モーター・カンパニー（DMC）が1981年から1982年にかけて販売したスポーツカーである。
開発時のコードネームである「DMC-12」の呼称でも知られるが、当初計画されていた12,000ドルという販売価格に由来している。
映画『バック・トゥ・ザ・フューチャーシリーズ』に登場するタイムマシンの改造ベースとなった車両として著名である。

## 概要
DMC創業者のジョン・デロリアンによる“EthicalCar”（商業道徳に適った車）を作ろうという発想のもと、ゼネラルモーターズ（GM）の役員を辞任して新会社を立ち上げたところから始まった。1976年10月、DMCのチーフエンジニアであるウィリアムT.コリンズは、デロリアンの最初のプロトタイプを完成させた。このプロトタイプはDSV-1またはDeLorean Safety Vehicle（デロリアンセーフビークル）として知られており、シトロエン・CXの直列4気筒エンジンを搭載していたが、パワー不足のためV型6気筒PRVエンジンに変更された。
ボディはイタルデザインのジョルジェット・ジウジアーロがデザインし、ロータス・カーズが機構面を請け負った。
製造はイギリス・北アイルランドのベルファスト郊外、アントリム県ダンマリー村にある工場で行われ、量産第1号車は1981年1月21日にラインオフした。製造スタッフの経験不足ゆえ、当初は品質について多くの苦情が寄せられていた。特にエンジントラブルは悩みの種であったが、1982年頃までにこの問題は多くが解決された。
前宣伝の効果も手伝って、デロリアンは多くのバックオーダーを抱える中での発売となり、初年度は約6,500台を販売するなど売り上げは好調であった。この時期はターボチャージャーの搭載や、4枚ガルウィングドアの4シーター仕様などの追加計画もあったが、販売価格が2万5,000ドル（現在の価値で$83,785ドル）と高額であったことや、大量の受注キャンセルなどから、発売翌年以降はたちまち販売不振に陥った。
その後も諸問題は続き、北アイルランドへの工場誘致の条件として交付されていたイギリス政府からの補助金発給が停止された。後にエンロンの会計監査も行ったアーサー・アンダーセンが、デロリアン社の資金を社長のジョン・デロリアンが私的に流用するなどしたことを黙認していたこと、「北アイルランドに雇用を創出する」という謳い文句がでたらめだったことが、マスメディアの調査などで明らかになっている。
1982年10月19日にはジョン・デロリアンがコカイン所持容疑で逮捕され、会社は資金繰りが立ち行かなくなり破産した。なお、ジョン・デロリアンは1984年8月に無罪判決を受けている。
デロリアンは1981年1月21日から1982年12月24日までの間に推定8,975台が製造され、うち約6,500台が現存するものと考えられている。

## デザインと力学

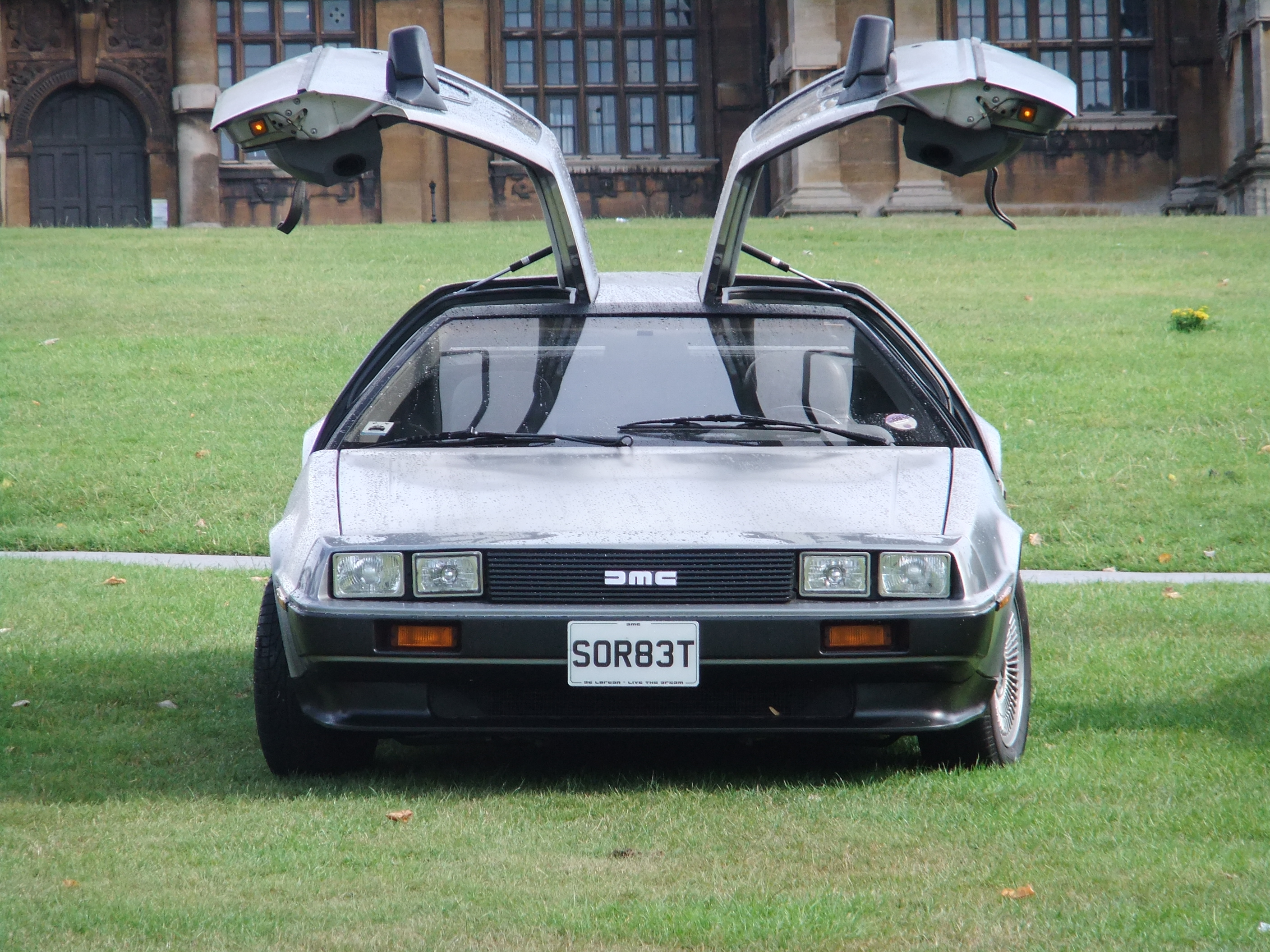
ガルウイングドアを開放したデロリアン

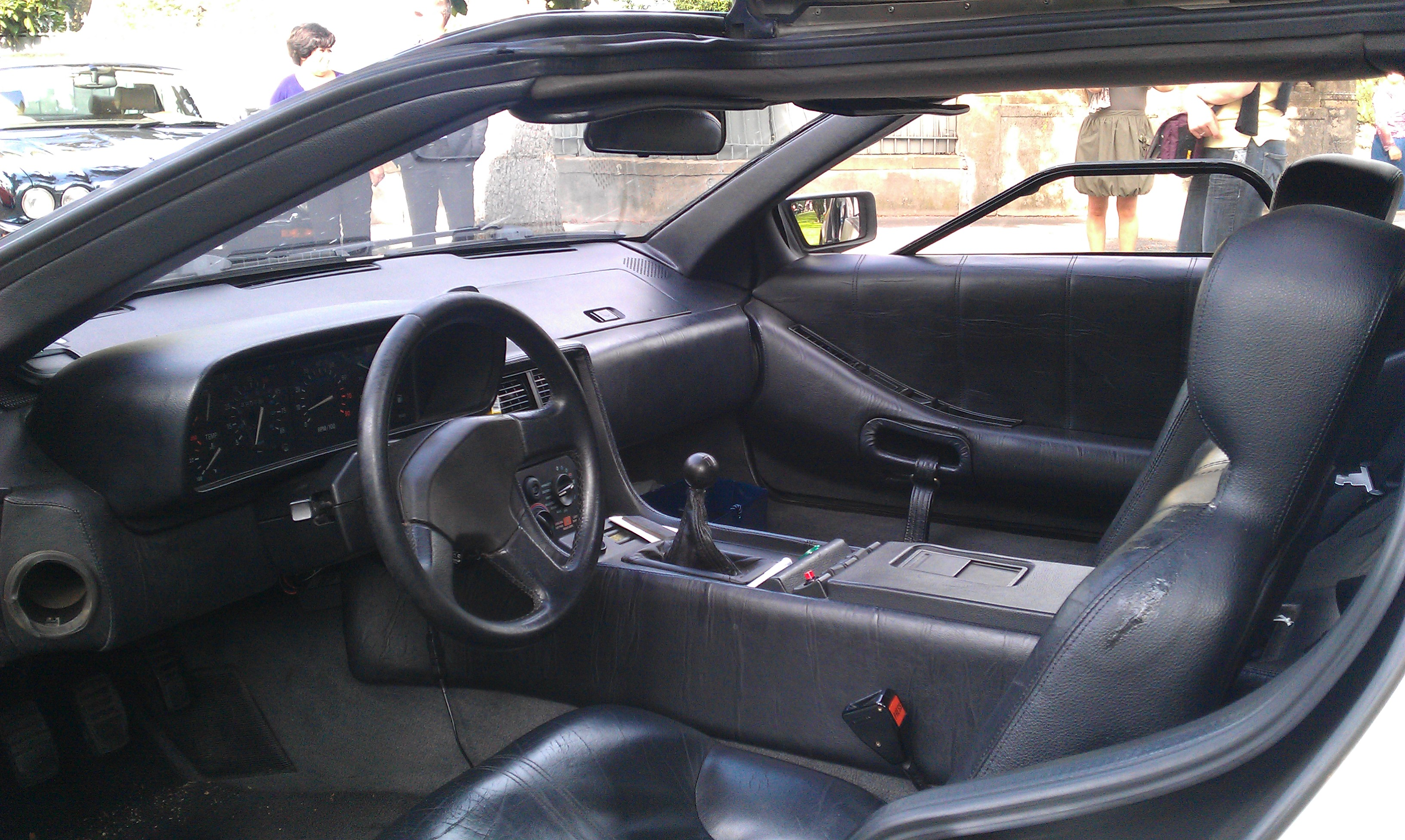
インテリア

ボディはつや消しSS304オーステナイト系ステンレス鋼でパネル化されており、24Kゴールドメッキの3台を除いて、すべてのデロリアンは塗料やクリアコートで覆われずに工場から出荷された。あえて塗装しなかった理由には、メンテナンスフリーを狙ったことも相まってのことである。塗装されたデロリアンは存在するものの、これらは購入された後に塗装されている。表面は加工時のサンドペーパーの傷をそのまま残したヘアラインとなっている。なお車高や最低地上高が高いのは、当時の法的基準におけるヘッドランプの高さを満たすためと、北米の道路事情を配慮した実用性確保のためであった。
ステンレス製パネルは、グラスファイバー製のアンダーボディに固定されている。アンダーボディは、ロータス・エスプリのプラットフォームから派生した両端にYフレームを備えたスチール製バックボーンシャーシに取り付けられている。ちなみにバックボーンフレーム上にFRPボディーを載せる構造は、ロータスが得意とした手法である。シャーシは、鋼を腐食から保護するための材料であるエポキシでコーティングされた。
デロリアンのもう一つの特徴は、ガルウィングドアである。デロリアンは、極低温でプリセットされたトーションバーと窒素を充填したストラットで支えられた重いドアを備えている。これらのトーションバーとストラットは、アメリカの航空機メーカーであるグラマンによって開発された。ドアは、夜間にエッジを示すために赤と琥珀色のライトと小さな切り欠き窓を特徴としていたが、これはフルサイズの窓が短いドアパネル内で完全に格納できないためである。初期の生産車は、ストライカープレートの故障やウェザーシールの問題により装備の問題を抱えていたが、ガルウィングドアが実際に狭い駐車場でも乗員の出入りが可能なことによって近くの人々から注目を集めたため、これらはほとんど許容されていた。

## エンジンとドライブトレイン

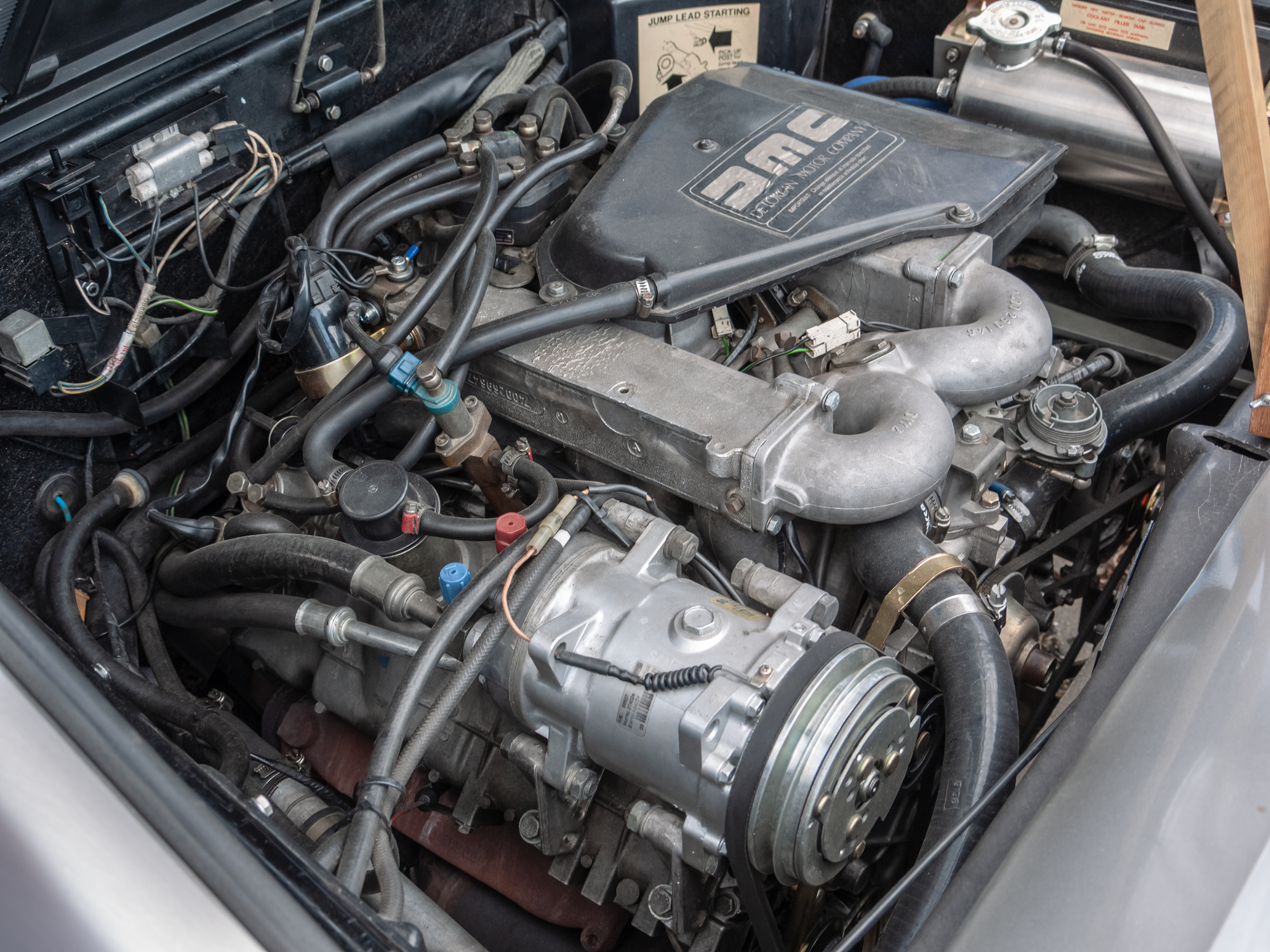
リアに積まれるエンジン。

エンジンはプジョー・ルノー・ボルボが乗用車用に共同開発した排気量2,849 ccのPRVV型6気筒SOHCをフランスで製造したもので、これを後部に搭載するリアエンジンレイアウト（RR）を採った。このパワートレインとレイアウトは、トランスミッションの歯車比やエンジンのチューニングは異なるものの、アルピーヌ・ルノーA310・V6とも共通する。このエンジンは当初90°バンクのV型8気筒として設計されていたが、1973年のオイルショックの影響で出力よりも経済性を重視せざるを得なくなり、そのままのバンク角で2気筒を切り落とした経緯を持つ実用型である。後に位相クランクピンの採用で60°ずつの等間隔爆発となるが、この当時は不等間隔爆発のままであった。ちなみに、このエンジンはルノー・30に採用された2.7リッターV6エンジンをベースに開発されており、デロリアン・モーター・カンパニーとの特別契約に基づいて設計・製造されたものである。
このエンジンは、鋳鉄製シリンダーライナーを備えた軽合金製エンジンブロックと、クロスフローヘミチャンバーを備えた軽合金製ヘッドを備えた90度のバンク角レイアウトを備えている。フロントに取り付けられたラジエーターとツインサーモスタット制御の電気冷却ファンによって冷却される。エンジンのボアは91 mm、ストロークは73 mm、圧縮比は8.8:1で、ボッシュのKジェトロニック燃料噴射システムが装備されていた。
デロリアンには、5速マニュアルと3速オートマチックの2つのトランスミッションが用意され、どちらも最終駆動比は3.440に設定されていた。

## サスペンションとホイール
デロリアンはコイルスプリング付きの4輪独立懸架と伸縮式ショックアブソーバーを備えている。フロントにはダブルウィッシュボーン式サスペンション、リアにはマルチリンク式サスペンションを採用した。
デロリアンが最初にアメリカに到着したとき、車のフロントサスペンションのホイールギャップは予想以上に大きくなっていた。フロントの重量が大幅に減少したにもかかわらず、フロントとリアのスプリングレートは同じで、低品質のスチールを使用していたため、ノーズハイの外観になった。一説によると、アメリカにおけるバンパーの高さ要件の土壇場での変更により、DMCが納車直前に車両を引き上げることになったと言われているが、これが真実というわけではない。設計図の時点では、当時のNHTSAのバンパーとヘッドライトの最小高さを満たしたことを示している。
ステアリングはラックアンドピニオンで、全体のステアリング比は14.9:1で、ロックツーロックで2.65回転、最小回転半径は11 mである。デロリアンには、車のくさび形に合わせて寸法がずらされた鋳造合金ホイールが装備されており、フロント側は直径14インチ (356 mm)、幅6インチ (152 mm)、リア側は直径15インチ (381 mm)、幅8インチ (203 mm)となっている。これらには、195/60-14(フロント)と235/60-15(リア)のグッドイヤーNCTスチールベルトラジアルタイヤが装着された。先述のエンジンと駆動輪のレイアウトのためデロリアンは、前後の重量配分が35%〜65%となっている。
4輪すべてにパワーアシストディスクブレーキを備えており、フロントに10インチ (254 mm)、リアに10.5インチ (267 mm)のローターがある。

## パフォーマンス
DMCの比較文献では、デロリアンがマニュアルトランスミッションを装備した場合、0–60マイル毎時 (0–97 km/h)を8.8秒で達成できたとされているが、他の資料では加速時間が9.5秒とされている。この記録の違いについてロード&トラック誌がテストしたところ、マニュアル トランスミッションを装備したデロリアンは、0–60マイル毎時 (0–97 km/h)まで10.5秒で加速した。最高速度は130マイル毎時 (209 km/h)と主張されていたが、こちらもテストした結果110マイル毎時 (177 km/h)となり、公表値より不足していると判明した。カー・アンド・ドライバーは、5速マニュアルの最高速度を117マイル毎時 (188 km/h)と誌面で表示した。
この車は、ロード&トラックによって「この価格帯のスポーツ/GTカーとしては速くない」と評価された。

## 評価
多くの自動車雑誌はデロリアンに対して褒め言葉を送った。『モーター・トレンド』、『カー・アンド・ドライバー』、『ロード&トラック』誌は、この車について概ね肯定的な評価をしており、特に長時間のドライブでの快適なシート、狭い駐車場での予想外の出入りのしやすさ、そしてこのような低めの車、広々としたトランク、キャビンの標準的な革張りのシートの心地よい香り、そして称賛に値する燃費など、日常的なドライバーとしての資質について肯定的な意見を述べた。しかし一方で、比較テストでの期待外れのパフォーマンスを考えると、スポーツカーよりも現実的な場面で楽しいハンドリングとパフォーマンスを提供するグランドツーリング(GT)カーであると主張した。
その後のレビューはより厳しいものとなっている。2017年、タイム誌はデロリアンを史上最悪の50台の車のリストに含めた。(50)トニー・デイビスは著書「Naff Motors:101 Automotive Lemons」で、ビルドの品質を「悲惨」と表現した。トップギアの執筆者であるリチャード・ポーターは、彼の著書「クラップカーズ」にそれを含め、「陰鬱」と呼んだ。

## 品質問題
デロリアン、特に初期生産モデルは、製造品質の低さだけでなく、機械的な問題にも悩まされていた。初期生産車は、DMC品質保証センターで200時間もの作業を要し、その後、ディーラーに出荷されて納車された。DMCは最終的に30人の工場労働者を米国の品質センターに派遣し、問題とその解決方法について学んだ。品質は時間の経過とともに改善され、1982年までに多くの品質問題が解決された。スロットルの固着、フロントサスペンションの問題、慣性スイッチなどの問題を修正するために、工場から4回のリコールが発行された。
その他の品質問題には、フロントサスペンション、クラッチペダルの調整(またはその欠如)、ブレーキローター、計器類、特にスピードメーター、パワードアロック、弱いオルタネーターを取り巻く追加の問題が含まれていた。初期のデロリアンの多くは、アライメントが悪く、トーインが正しく設定されていないため、タイヤの早期摩耗につながっていた。さらに、多くのディーラーは、DMCが過去の保証請求に対して彼らにお金を借りていたため、デロリアンの保証作業を行うことに消極的だった。一部の販売店では、DMCが適切なサービスマニュアルを発行していなかったため、修理作業を適切に行えなかった。ディーラーでの質の高いサービスの欠如は、当時の多くのデロリアンの所有者、特に最初の車の1つを購入するためにステッカー価格を支払った人々にとって欲求不満の原因になった。

## 製造時の変更
年代によってボンネットの意匠が異なり、81年型はボンネット脇に2本のプレスラインが入り給油口がある、82年型は給油口がなくなっており、ボンネットを開けて給油することとなる（なお、BTTFで用いられたのもこのタイプ）。83年型は2本のプレスラインが消え、一番右下に「DeLorean」のエンブレムがある、という特徴がある。
もともと、デロリアンのリムは灰色で描かれていた。これらのリムは、エンボス加工されたDMCロゴが付いた灰色のセンターキャップが特徴であった。1981年に生産が開始されてから数か月後、灰色のリムは、洗練されたシルバーの外観と黒いセンターキャップを備えたリムに置き換えられた。センターキャップのDMCロゴはコントラストを出すためにシルバーに塗装されている。

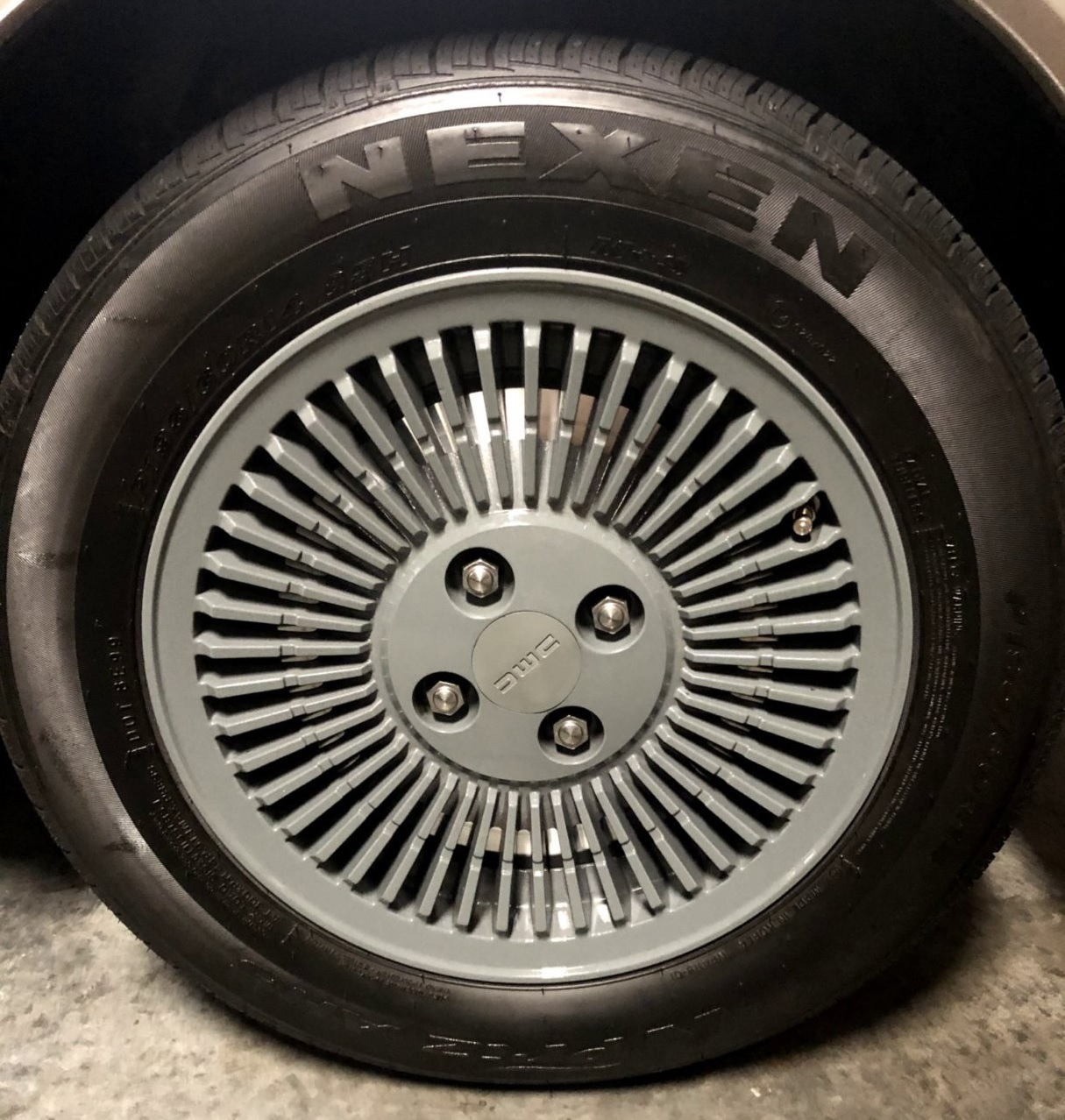
リム灰色（1981年初頭）。
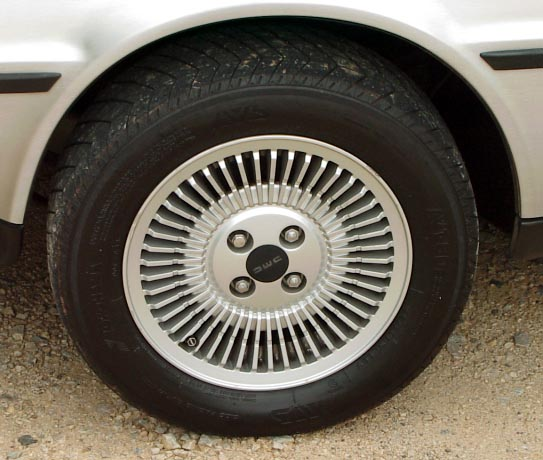
リム銀色（1981年半ば）。

## 金メッキデロリアン

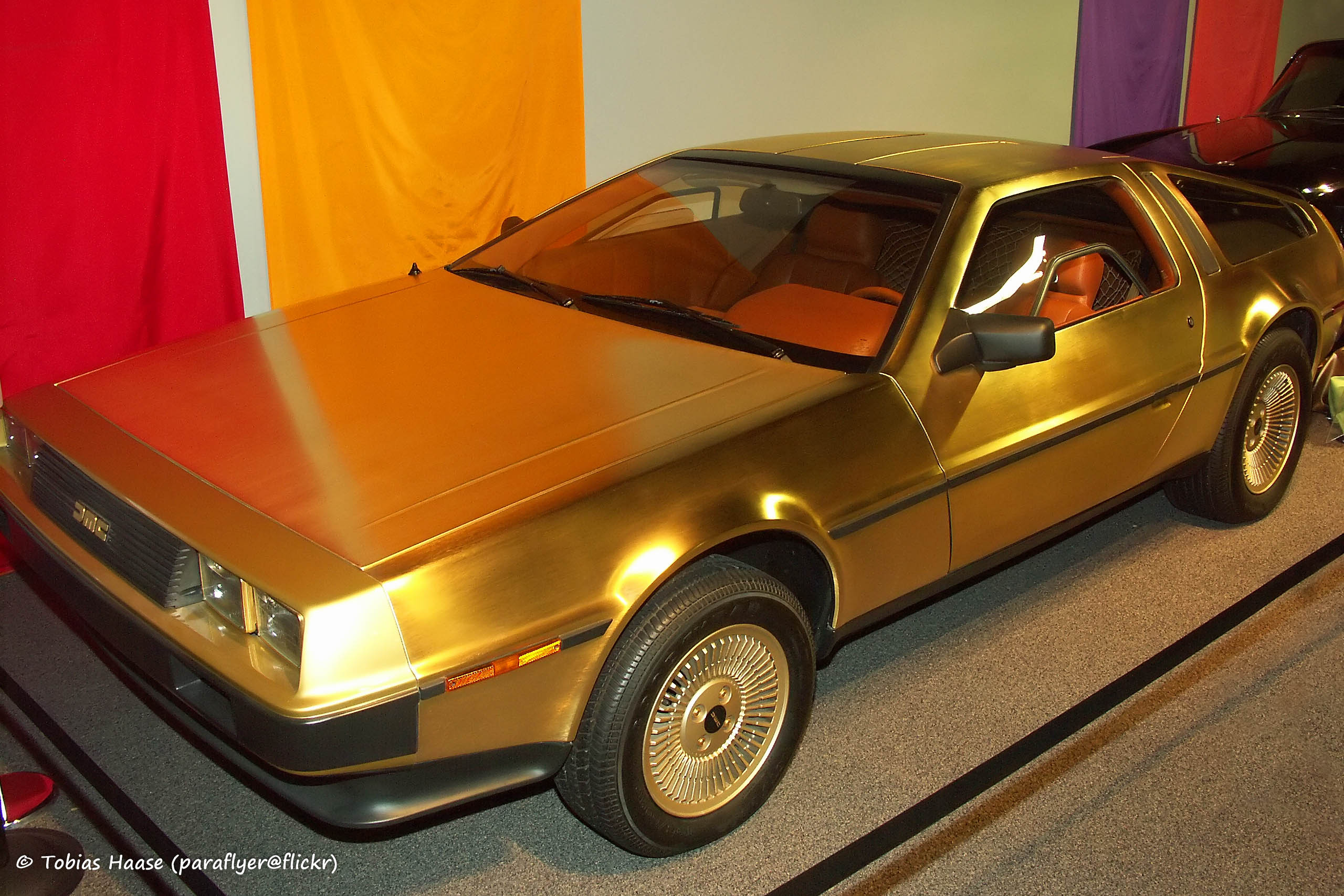
金メッキ仕様のデロリアン。

1981年モデルの最後を締めくくった2台のデロリアンは、車体を金メッキで覆った特別仕様車である（1台125,000ドル。現在の価値でおよそ$418,924ドル）。1台はネバダ州リノのNational Automobile Museumに展示され、もう1台はテキサス州のSnyder National Bankに展示された（後者は2004年頃に撤去済）。
なお、モデルライフを通じて最後に製造された車も金メッキであったが、これは宝くじのような富くじ方式で民間人の手に渡った。

## 『バック・トゥ・ザ・フューチャー』のデロリアン

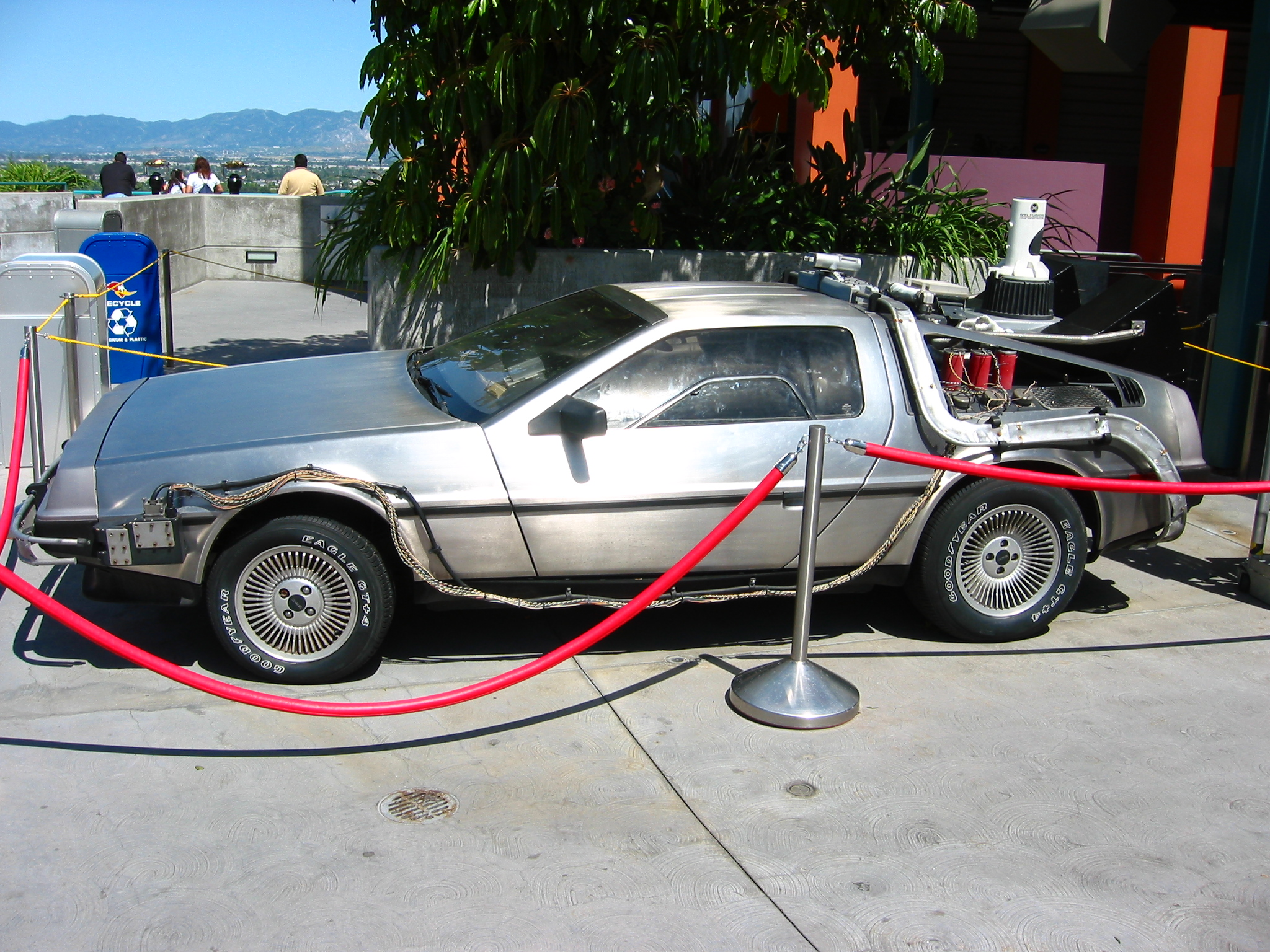
タイムマシン仕様のデロリアン

デロリアンが世界的に有名になったのは、1985年に公開されたSFアドベンチャー映画『バック・トゥ・ザ・フューチャー』に登場したことが大きい。劇中ではタイムマシンに改造された車として登場した。
ガルウイングドアを装備していたことがタイムマシンのベースに採用された大きな理由だと監督は語っている。劇中ではエメット・ブラウン博士がデロリアンを選んだ理由として「見た目がかっこいい」ことなどを挙げている。制作サイドは当初、タイムマシンに冷蔵庫を使う予定だったが、映画を観た子供が中に入って真似をして事故になるのを避けるために、最終的に自動車を選んだとのことである。
改造には3台のデロリアンが用意された。1985年時点では既にメーカー倒産で生産されていなかった車種だが、劇中ではマイケル・J・フォックス演じる主人公マーティ・マクフライらがよく知る車として登場している。映画は大ヒットし、デロリアンは世界的に有名になった。
三部作の撮影中に合計6台のデロリアンが使用され、そのうち一台は第3作『バック・トゥ・ザ・フューチャー PART3』において列車に衝突してバラバラになっている。また、第2作『バック・トゥ・ザ・フューチャー PART2』の飛行をシミュレートするために、実物大のガラス繊維モデルも使用された。

## 再生産計画

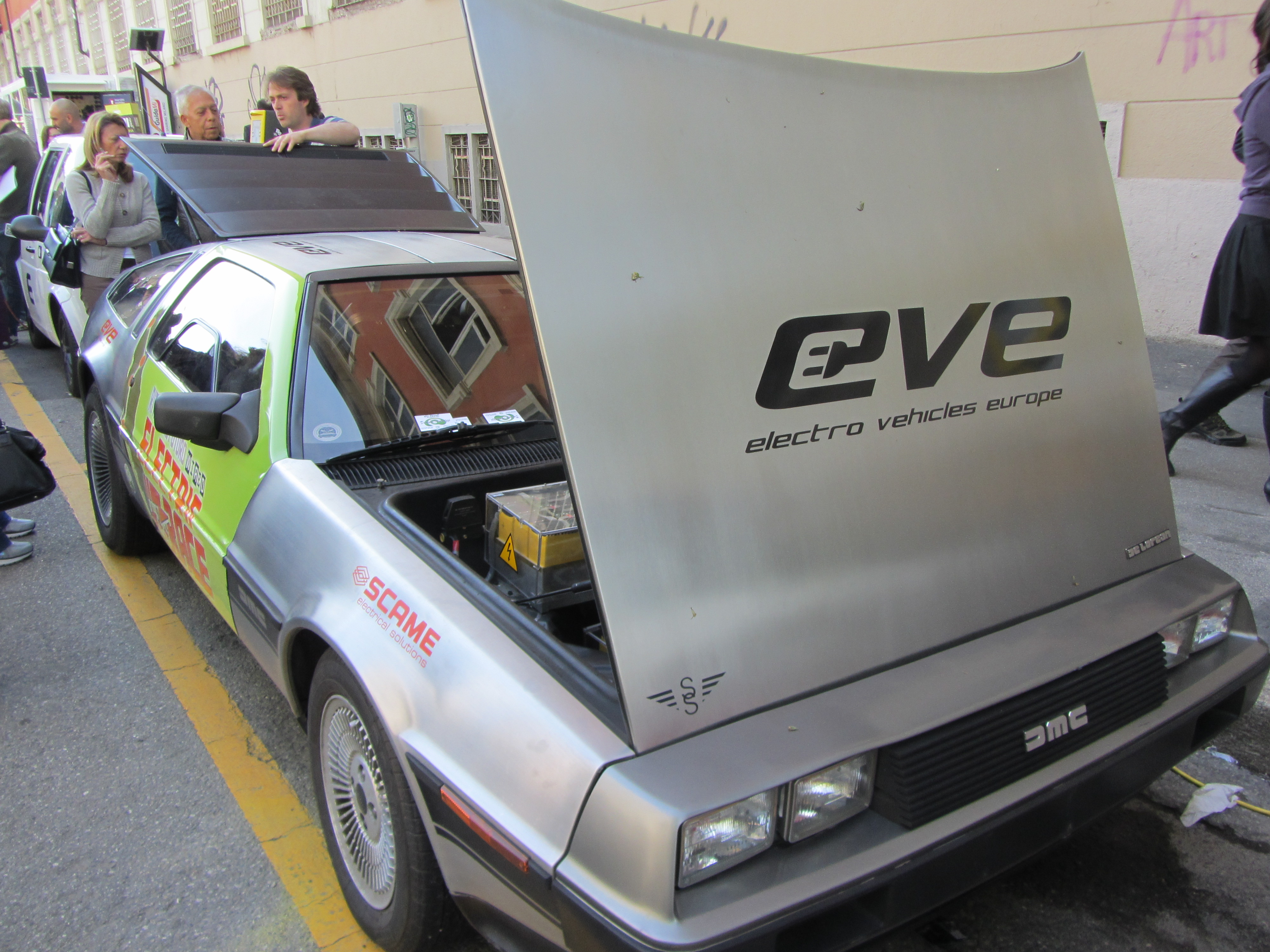
イタリア、ミラノの電気デロリアン（2012年）。

1995年、DMCの商標を引き継いで設立されたテキサス州の「デロリアン・モーター・カンパニー」（以下「新DMC」）が、残存するデロリアンの全部品を取得し、以降は同社がオーナー向けに部品供給やレストアなどの事業を請け負っている。
新DMCは2000年代以降、オリジナルとほぼ同等のデロリアンの再生産も計画しているが、近年の衝突安全基準や排出ガス規制への対応が困難であることから、実現しても限定的な生産に留まる見通しとなっている。
2011年10月、新DMCはベンチャーEVメーカー・Epic EVと協力し、デロリアンを2013年までに電気自動車化して生産する計画を発表した。DMCevのプロトタイプは、ヒンジで開閉するフロントのダミーグリルの奥に充電用プラグインソケットを持ち、フロントトランク内の左右と旧エンジンルーム前側にリチウムイオンバッテリーを搭載する。交流240 V電源による3.5時間充電で、約100マイルの市街地走行が可能とされ、バッテリーの予想寿命は7年もしくは10万マイルとされている。ラゲッジスペースの両側約2/3がバッテリーに占領されているが、燃料タンクやスペアタイヤが無いため、中央部はある程度の長さと深さが確保されている。
電動機は1基で、水冷、直流400 V、出力215 kW（260 hp）/5,000 - 6,000 rpm、トルク488 Nm（49.7 kgf・m）/0 - 7,200 rpm、最高回転数14,000 rpmの仕様のものをリアオーバーハングの低い位置に搭載し後輪駆動する。組み合わされる変速機はギア比2.65：1の1速永久固定、ファイナルドライブのギア比は3.12：1で、最高速度201 km/h、0 - 60 mph（≒0 – 100 km/h、いわゆる「ゼロヒャク」）加速は4.9秒と発表されている。
後述する既存のデロリアンをハンドメイドでEV化するものとは異なり、当初からEVとして販売を予定していた。
2017年のドキュメンタリー番組『スーパーカー大改造』シーズン2エピソード7話で、新DMC創立者のスティーブン・ウィンから、番組に新生デロリアンの参考となるプロトタイプの製作を依頼された。このエピソードではスティーブン・ウィンが所持するデロリアンをベース車として、外装と内装デザインのアレンジが行われた。

## 変更されたメカニズムを備えたデロリアン
変わったエンジンスワップが行われたケースもある。
- 現時点において米国と日本で二次電池式電気自動車（BEV）に改造する事例が確認されており、日本においては、日本EVクラブ広島支部が広島国際学院大学自動車短期大学部内に場所を借り、デロリアンをBEVに改造するプロジェクトを実行。リチウムイオンバッテリーを搭載し、2009年（平成21年）3月11日に車検を通してナンバーを取得した[53]。
- また、電気自動車の他にも、ロータリーエンジンを搭載したケースなどもある。
- 映画『バック・トゥ・ザ・フューチャー』の未来へのタイムスリップ記念に、デロリアンを衣服などから生成したバイオマスエタノール燃料で走行できるようにしたケースもある。映画のシーンのようにごみを直接投入することで稼働することはないが、リサイクル工場にて生成されたものを利用するものである[54] [55]。

## 展示されている博物館
- トヨタ博物館

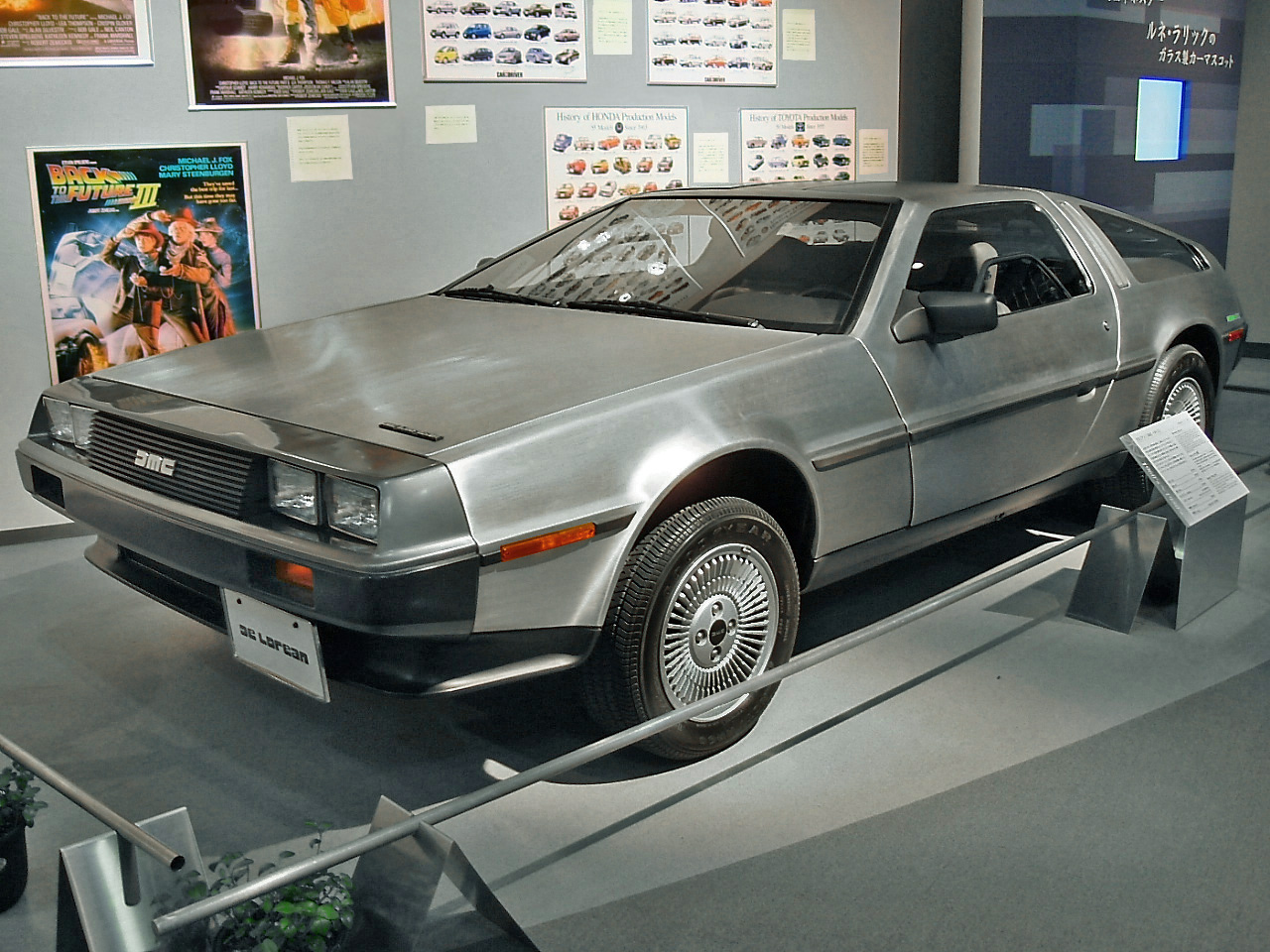
デロリアン（トヨタ博物館所蔵）

- 栃木県那須郡那須町にある 那須PSガレージ にもノーマル状態とタイムマシン仕様の2台が展示されており、タイムマシン仕様のデロリアンとしてはUSJ内に展示されているものよりも精巧である。那須PSガレージは2020年6月に閉店した。タイムマシン仕様の車両は東京コミコンで展示されることが多い。